# In the Days of Slavery
In the Days of Slavery è un cortometraggio muto del 1914 scritto e diretto da Richard Ridgely.

## Produzione
Il film fu prodotto dalla Edison Company.

## Distribuzione
Distribuito dalla General Film Company, il film - un cortometraggio in una bobina - uscì nelle sale cinematografiche statunitensi il 20 giugno 1914.